# Deltora
Deltora is een Australische kinderboekenserie geschreven door Emily Rodda. De serie bestaat uit 3 subseries met respectievelijk 8, 3 en 4 boeken en verder nog 6 bonusboeken. De hele serie, exclusief 4 bonusboeken, is vertaald in het Nederlands. Het vertelt het verhaal van de drie vrienden Jord (In de oorspronkelijke Engelse versie Lief), Barda en Jasmine, die op reis zijn om de verdwenen edelstenen uit de gordel van Deltora te vinden en hun land zo te bevrijden van de tirannie van de kwade Schaduwheer.
Het eerste deel werd in 2000 in Australië gepubliceerd en is sindsdien in meer dan 30 landen uitgebracht waaronder Nederland. In 2010 waren er wereldwijd 15 miljoen boeken verkocht waaronder 2 miljoen in Australië.  Het wordt in Nederland uitgegeven door Kluitman. De illustraties zijn van Marc McBride.

## Verhaal
Op zijn 16e verjaardag krijgt Jord te horen dat hij op een zoektocht moet gaan om de verdwenen stenen uit de Gordel van Deltora terug te vinden. Die Gordel met zeven verschillende edelstenen beschermde het land vroeger tegen de kwaadaardige Schaduwheer, maar deze wist de macht van de Gordel te breken, de edelstenen te verdelen en regeert nu als een tiran over Deltora. Hij kan alleen verdreven worden als de zeven stenen weer in de Gordel worden teruggeplaatst en als de rechtmatige troonopvolger hem draagt. De edelstenen liggen verspreid over het land op onherbergzame plekken. Jord krijgt hulp van Barda. Barda was vroeger paleiswacht, maar ontvluchtte het paleis vlak voordat de Schaduwheer aanviel. Hij leefde sindsdien als bedelaar bij de smederij van Jords' ouders. Onderweg komen ze het weesmeisje Jasmine tegen die met hen meegaat op hun zoektocht. De 7 edelstenen zijn verstopt op de meest gevaarlijke plekken: het zwijgbos, het tranenmeer, de rattenstad, de zandval, de drakenberg, de doolhof en het glazen paleis.